# Alan Birkinshaw
Alan Birkinshaw, FRGS (nascut el 15 de juny de 1944) és un director de cinema, escriptor i productor de televisió i cinema britànic.
Fill de dos metges, Birkinshaw sempre va voler ser actor, però als 17 anys, després d'haver fallat l'audició a LAMDA, va decidir que si no podia actuar, ho faria de veritat. Va viatjar a Austràlia, i després d'uns mesos treballant com a jackaroo a l'outback australià, es va convertir en curador de cavalls i genet de rodeo. En tornar a Anglaterra, es va incorporar al departament de càmeres de l'Associated TeleVision de Lew Grade en el seu 20è aniversari. Va arribar a dirigir, primer en televisió i després a través del món dels anuncis, pel·lícules de televisió i llargmetratges.

## Inici de carrera
Després de deixar ATV, Birkinshaw va treballar com a càmera de televisió independent. Tal com era la demanda, sovint treballava set dies a la setmana: als estudis de televisió entre setmana i en emissions exteriors el cap de setmana. Podria estar treballant amb Billy Fury, Diana Dors i Orson Welles un dia, i després passar a cobrir el partit de futbol Gal·les - Escòcia a Cardiff l'endemà (aquell va ser el cap de setmana del desastre d'Aberfan Pit). Va rodar els primers passos plegables a terra seca del primer navegant en solitari de la Volta al Món, Francis Chichester, i va gravar la visita del president dels Estats Units Richard Nixon a Downing Street.
Als 22 anys va dirigir i produir el seu primer drama televisiu, A Nice Dream While It Lasted, written by his sister, renowned author Fay Weldon. ls 24 anys Birkinshaw dirigia programes de televisió per a Westward Television i després per a London Weekend Television, que inclouen concursos, programes d'agricultura, notícies de televisió en directe i drama.

## Dècada de 1970
A principis dels anys 70, Birkinshaw va dirigir diverses pel·lícules promocionals per a l'Oficina Central d'Informació, exaltant les virtuts de British Steel i altres productes britànics de producció pròpia. Es va fer una pel·lícula de seguretat per a la Royal Navy sobre Com sortir d'un helicòpter quan s'estavella al mar i es posa cap per avall, per a la qual Birkinshaw va haver de seguir un curs de formació d'escapada submarina de tripulació a la Royal Navy Survival School. Una periodista que repassa la pel·lícula a Irlanda, conduïa a casa després de la projecció, quan va perdre el control del seu cotxe que va acabar cap per avall en un riu que flueix ràpidament. Seguint les instruccions de la pel·lícula que acabava de veure, va poder escapar amb vida. 
Birkinshaw va dirigir un espectacle d'entreteniment lleuger innovador, abans de l'hora, que va arribar al Regne Unit des d'un avió en circulació. Això va ser per a una cadena de televisió pirata dirigida pel llavors infame Ronan O'Rahilly, que va començar la primera estació de ràdio pirata, Radio Caroline als anys seixanta. Poc després, es va dedicar als documentals i als anuncis publicitaris i després es va traslladar al món dels llargmetratges.
A mitjans de la dècada de 1970, la producció de Birkinshaw d'Alice in Wonderland va tenir dificultats quan la RSPCA li va prohibir utilitzar flamencs vius a l'escena del croquet. En una entrevista amb ITN, el director del zoològic de Londres va descriure Birkinshaw com a 'ximple'.
Una de les seves primeres pel·lícules va ser Killer's Moon. Killer's Moon va ser descrita a l'aclamada "Shepperton Babylon" com la pel·lícula amb menys gust de la història del cinema britànic. Malgrat comentaris com aquest, Killer's Moon continua rebent articles en revistes de cinema i llibres de cinema importants, i uns 40 anys després del seu primer llançament, encara es ven arreu del món i des d'aleshores s'ha convertit en una pel·lícula clàssica de culte.
En adonar-se que fer una pel·lícula era només un element de la cadena de recuperar la inversió del finançament del cinema, Birkinshaw va crear la seva pròpia empresa de distribució, West World Films, amb un èxit moderat. Però aviat va tornar a la producció i va produir un documental de cinema Once Upon A Chance que seguia un jove aventurer viatjant per tot el món en menys de 48 hores amb 50 lliures. L'estrena va tenir lloc al cinema ABC de l'avinguda Shaftesbury de Londres.

## Dècades de 1980 i 1990
A principis dels 80, Birkinshaw va fer un altre documental de cinema sobre la Henley Royal Regatta, i un thriller de curtmetratge que va escriure i dirigir anomenat Dead End. Això va ser seguit per diversos concerts a l'Albert Hall, El primer, un concert dramatitzat que Birkinshaw també va escriure, amb Gilbert i Sullivan (interpretat per Peter Cellier com Gilbert i John Rapley com Sullivan) veient les seves obres interpretades per solistes convidats i la Royal Choral Society - The Best of Gilbert and Sullivan., Va ser seguit per An Orchestral Tribute to the Beatles amb Joan Collins presentant les 140 peces de la Royal Philharmonic Orchestra i la Royal Choral Society, amb la presència de la reina Elisabet II, el duc d'Edimburg i Paul McCartney. Un tercer concert a l'Albert Hall va ser Not So Silent Night una història de Nadal explicada en nadales. Això va ser en presència del príncep i la princesa Michael de Kent.
Després de signar un contracte al darrere d'un tovalló en un restaurant dels Camps Elisis, Birkinshaw va ser contractat per dirigir una pel·lícula d'aventures d'acció anomenada de diferents maneres Greed i Invaders of the Lost Gold. Aquesta pel·lícula es va rodar a les Filipines i va protagonitzar Stuart Whitman, Harold Sakata, Edmund Purdom i l'actriu anglesa Glynis Barber. El guió original era impracticable i Birkinshaw va haver de tornar a escriure el guió de l'endemà durant la nit, presentant als actors l'última versió cada dia a la taula de l'esmorzar. Birkinshaw també va contribuir a dos llargmetratges: Don't Open Till Christmas (utilitzant el pseudònim Al McGoohan com a escriptor i director addicional) i va dirigir escenes d'acció addicionals a la història d'Agatha Christie Ordeal by Innocence, protagonitzada per Donald Sutherland.
El 1986, Birkinshaw va anar a l'Índia on va dirigir una pel·lícula premiada sobre la vida de Jawaharlal Nehru, titulada But I Have Promises To Keep, que havia estat encarregada per Rajiv Gandhi i es va fer per al govern de l'Índia a través de Doordarshan, la cadena de televisió nacional de l'Índia. La pel·lícula s'havia de produir en tres mesos, però va acabar trigar un any i mig. Residint en un apartament a Saket, un suburbi de Delhi, Birkinshaw va utilitzar el seu temps lliure per estudiar les antigues civilitzacions i artefactes índies, i investigar el seu tema històric favorit, el Motí indi de 1857. Al Lok Sabha, parlament indi, es van fer preguntes sobre per què s'havia contractat un director anglès per fer una pel·lícula sobre l'heroi nacional indi, i no un director indi.
En tornar de l'Índia, Birkinshaw va dirigir diverses pel·lícules a partir d'històries originals d'Agatha Christie i Edgar Allan Poe amb estrelles com Oliver Reed, Donald Pleasence, Donald Sutherland, Herbert Lom, Brenda Vaccaro i Moira Lister – Ten Little Indians, The House of Usher i Masque of the Red Death.
Birkinshaw també va dirigir la pel·lícula de boxa Punch protagonitzada per Donald Sutherland i l'actor suís Ernst Sigrist, basada en la història real del campió de boxa suís, Walter Blaser. Les seqüències de boxa van ser elogiades com a extraordinàries donat el temps i el pressupost. Hi va haver una certa controvèrsia en aquell moment al voltant del paper de Birkinshaw com a director de Punch, ja que la pel·lícula era una coproducció francesa, alemanya i suïssa i Birkinshaw és un britànic nascut a Nova Zelanda.
Punch va ser seguit per més treballs a Alemanya, on Birkinshaw va dirigir diversos episodis de la sèrie d'acció Zorc, protagonitzada per la volàtil L'actor alemany, Klaus Löwitsch i Michele Marian, i tres episodis de 90 minuts de Die Unbestechliche, protatonitzada per Maja Maranow i Martin Benrath. 
Entre les seves tasques a Alemanya, Birkinshaw va dirigir diversos episodis de Space Precinct, en aquell moment la sèrie de televisió més cara que s'ha fet mai.

## Activitat recent
Fer pel·lícules i documentals en llocs de vol llunyans com Cuba, Florida i Singapur s'estava convertint en la norma per a Birkinshaw, i després de dirigir diversos documentals sobre la realització del famós calendari Unipart, es va adonar que hi havia vida diferent a les pel·lícules, i la seva passió per explicar històries el va portar al món de l'escultura, recreant algunes de les obres més grans dels escultors clàssics del món. The Creation of Adam, basada en l'obra de Miquel Àngel l'obra a la Capella Sixtina n'és una, i la història de la marxa triomfal d'Alexandre el Gran a Babilònia, original del famós escultor neoclàssic, Bertel Thorvaldsen, n'és una altra.
Durant el seu temps lliure, Birkinshaw fa vídeos promocionals de la seva ciutat natal, Kingston upon Thames, al seu iPhone, sota el títol de producció Laughin' Dog. També ha escrit 3 llibres, 2 per a nens, “Heidi and the Elephant” i “The Fat Swan”, i una novel·la d'aventures titulada The Road to Malabar sobre la caça del Tron del Paó, utilitzant el seu nom de ploma, Rayle Mackenzie. (Mackenzie és el segon nom de Birkinshaw.)

## Filmografia selecta
- Confessions of a Sex Maniac (1974)
- Killer's Moon (1978)
- Ordeal by Innocence (1984)[38]
- Don't Open ’Til Christmas (1984)
- But I have Promises To Keep (1985)
- Sweeter Than Wine (1988)[39]
- Ten Little Indians (1989)
- The House of Usher (1989)[40]
- Masque of the Red Death (1989)
- Punch! (1994)[41]